# Lonchoptera lutea
Espèce
Lonchoptera lutea est une espèce de diptères brachycères.